# Pratinha (Belém)

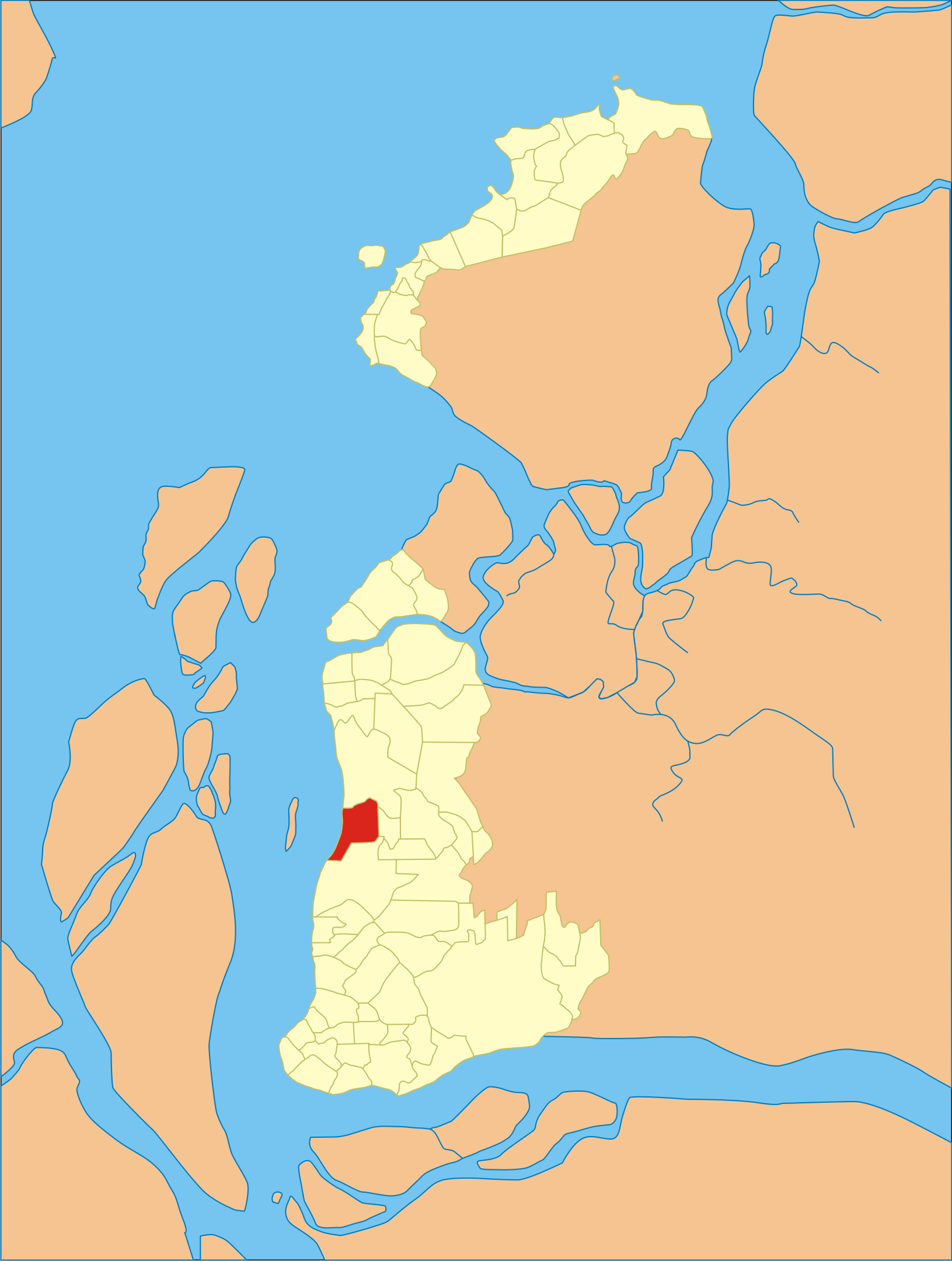
Localização do bairro Pratinha em Belém do Pará

O bairro da Pratinha é localizado ao lado do Aeroporto Internacional de Belém, o mesmo é cortado pela importante Rodovia Arthur Bernardes, que é a sua principal via e abriga diversas fábricas, especialmente na parte da rodovia que está à margem da Baía de Guajará, pois facilita a comunicação por meio de portos particulares. Pelo outro lado da rodovia proliferam conjuntos habitacionais bem como ocupações irregulares de famílias de baixa renda, com problemas de infra-estrutura, saneamento deficiente (sendo o bairro onde menos houve atuação da prefeitura no respeitante a saneamento básico nos anos de 2001 a 2021) e déficit de segurança. O bairro também sedia o CIABA (Centro de Instruções Almirante Brás de Aguiar), tradicional e referência na formação de oficiais da Marinha Mercante do Brasil.
No que concerne a cultura paraense, existe uma Agremiação carnavalesca, Escola de Samba da Pratinha, grupo B, que homenageia o bairro e participa dos desfiles carnavalescos oficiais em Belém.

## Ruas e avenidas
- Rodovia Arthur Bernardes
- Passagem Novo Continente I
- Passagem Novo Continente II
- Passagem Horta
- Passagem Santo Afonso
- Passagem Stelio Maroja
- Passagem Damares
- Passagem Brasil
- Passagem John Engerlhad
- Passagem Samaúma
- Passagem Humberto Mendes
- Passagem Guajará